# Þórðarfoss

De Þórðarfoss is een kleine waterval in het zuiden van IJsland. Er wordt beweerd dat Gunnar van Hlíðarendi, een van de hoofdpersonen uit de grote saga van Njáll, hier in de buurt begraven ligt. En paar honderd meter naar het oosten ligt de Merkjárfoss.